# Championnat du monde de badminton par équipes féminines 1986
Navigation
Kuala Lumpur 1984 Kuala Lumpur 1988
La 11e édition du championnat du monde de badminton par équipes féminines, appelé également Uber Cup a lieu en mai 1986 à Jakarta en Indonésie.

## Format de la compétition
34 nations participent à l'Uber Cup. À l'issue d'une phase de qualifications, 6 équipes accèdent à la phase finale où elles sont rejointes par le tenant du titre et le pays organisateur qui sont qualifiés d'office.
Ces 8 nations sont placées dans 2 groupes de 4 équipes, où chacune rencontre les 3 autres. Les deux premiers se qualifient pour des demi-finales croisées.
Chaque rencontre se joue en 5 matches : 3 simples et 2 doubles qui peuvent être joués dans n'importe quel ordre (accord entre les équipes).

## Qualifications
- Qualifié pour la phase finale

| Groupe A         | Groupe A | Groupe A         |
| ---------------- | -------- | ---------------- |
| Canada           | 5-0      | Pérou            |
| Canada           | 5-0      | Jamaïque         |
| Pérou            | 5-0      | Jamaïque         |
| Groupe B         |          |                  |
| Taipei chinois   | 5-0      | Nouvelle-Zélande |
| Taipei chinois   | 5-0      | États-Unis       |
| Nouvelle-Zélande | 3-2      | États-Unis       |
| Demi-finales     |          |                  |
| Canada           | 5-0      | Nouvelle-Zélande |
| Taipei chinois   | 5-0      | Pérou            |
| Troisième place  |          |                  |
| Nouvelle-Zélande | 3-2      | Pérou            |
| Finale           |          |                  |
| Canada           | 3-2      | Taipei chinois   |

| Groupe A         | Groupe A | Groupe A             |
| ---------------- | -------- | -------------------- |
| Angleterre       | 5-0      | Allemagne de l'Ouest |
| Angleterre       | 5-0      | Pays de Galles       |
| Angleterre       | 5-0      | Irlande              |
| Irlande          | 3-2      | Pays de Galles       |
| Irlande          | 5-0      | Allemagne de l'Ouest |
| Allemagne        | 5-0      | Pays de Galles       |
| Groupe B         |          |                      |
| Suède            | 5-0      | Autriche             |
| Suède            | 5-0      | Zambie               |
| Suède            | 5-0      | Suisse               |
| Suède            | 5-0      | Écosse               |
| Écosse           | 5-0      | Zambie               |
| Écosse           | 5-0      | Autriche             |
| Écosse           | 5-0      | Suisse               |
| Autriche         | 5-0      | Zambie               |
| Autriche         | 5-0      | Suisse               |
| Suisse           | 5-0      | Zambie               |
| Groupe C         |          |                      |
| Pays-Bas         | 5-0      | Islande              |
| Pays-Bas         | 5-0      | France               |
| Pays-Bas         | 5-0      | Norvège              |
| Pays-Bas         | 3-2      | Union soviétique     |
| Union soviétique | 5-0      | Islande              |
| Union soviétique | 5-0      | Norvège              |
| Union soviétique | 5-0      | France               |
| Norvège          | 4-1      | France               |
| Norvège          | 3-2      | Islande              |
| Islande          | 5-0      | France               |
| Groupe D         |          |                      |
| Danemark         | 5-0      | Pologne              |
| Danemark         | 5-0      | Belgique             |
| Danemark         | 5-0      | Finlande             |
| Pologne          | 5-0      | Finlande             |
| Pologne          | 3-2      | Belgique             |
| Belgique         | 3-2      | Finlande             |
| Demi-finales     |          |                      |
| Angleterre       | 4-1      | Suède                |
| Danemark         | 5-0      | Pays-Bas             |
| Troisième place  |          |                      |
| Suède            | 3-2      | Pays-Bas             |
| Finale           |          |                      |
| Angleterre       | 3-2      | Danemark             |

| Groupe A        | Groupe A | Groupe A  |
| --------------- | -------- | --------- |
| Corée du Sud    | 5-0      | Sri Lanka |
| Corée du Sud    | 5-0      | Malaisie  |
| Corée du Sud    | 4-1      | Inde      |
| Malaisie        | 3-2      | Inde      |
| Malaisie        | 5-0      | Sri Lanka |
| Inde            | 5-0      | Sri Lanka |
| Groupe B        |          |           |
| Japon           | 5-0      | Australie |
| Japon           | 5-0      | Hong Kong |
| Japon           | 5-0      | Thaïlande |
| Thaïlande       | 4-1      | Australie |
| Thaïlande       | 5-0      | Hong Kong |
| Australie       | 5-0      | Hong Kong |
| Demi-finales    |          |           |
| Corée du Sud    | 4-1      | Thaïlande |
| Japon           | 4-1      | Malaisie  |
| Troisième place |          |           |
| Thaïlande       | 3-2      | Malaisie  |
| Finale          |          |           |
| Corée du Sud    | 4-1      | Japon     |

## Tournoi final

### Pays participants
| Confédération   | Pays                      |
| --------------- | ------------------------- |
| Asie            | Corée du Sud Japon        |
| Europe          | Angleterre Danemark Suède |
| Amériques       | Canada                    |
| Tenant du titre | Chine                     |
| Pays hôte       | Indonésie                 |

### Phase préliminaire

#### Groupe A
| Équipe   | J | G | P |
| -------- | - | - | - |
| Chine    | 3 | 3 | 0 |
| Japon    | 3 | 2 | 1 |
| Danemark | 3 | 1 | 2 |
| Suède    | 3 | 0 | 3 |

| Résultats | Résultats | Résultats |
| --------- | --------- | --------- |
| Chine     | 5-0       | Japon     |
| Chine     | 5-0       | Suède     |
| Chine     | 5-0       | Danemark  |
| Japon     | 5-0       | Suède     |
| Japon     | 3-2       | Danemark  |
| Danemark  | 3-2       | Suède     |

#### Groupe B
| Équipe       | J | G | P |
| ------------ | - | - | - |
| Indonésie    | 3 | 3 | 0 |
| Corée du Sud | 3 | 2 | 1 |
| Angleterre   | 3 | 1 | 2 |
| Canada       | 3 | 0 | 3 |

| Résultats    | Résultats | Résultats  |
| ------------ | --------- | ---------- |
| Corée du Sud | 4-1       | Angleterre |
| Corée du Sud | 5-0       | Canada     |
| Corée du Sud | 2-3       | Indonésie  |
| Indonésie    | 5-0       | Angleterre |
| Indonésie    | 5-0       | Canada     |
| Angleterre   | 4-1       | Canada     |

### Phase finale

#### Tableau
|  | Demi-finales | Demi-finales |                        |   | Finale | Finale |
|  | Demi-finales | Demi-finales |                        |   | Finale | Finale |
|  |              |              |                        |   |        |        |
|  |              |              |                        |   |        |        |
|  |              |              |                        |   |        |        |
|  | Corée du Sud | 1            |                        |   |        |        |
|  | Corée du Sud | 1            |                        |   |        |        |
|  | Chine        | 4            |                        |   |        |        |
|  | Chine        | 4            | Chine                  | 3 |        |        |
|  |              |              | Chine                  | 3 |        |        |
|  |              | Indonésie    | 2                      |   |        |        |
|  | Japon        | Indonésie    | 2                      | 0 |        |        |
|  | Japon        |              |                        | 0 |        |        |
|  | Indonésie    | 5            |                        |   |        |        |
|  | Indonésie    | 5            | Match pour la 3e place |   |        |        |
|  |              |              |                        |   |        |        |
|  |              |              |                        |   |        |        |
|  |              |              |                        |   |        |        |
|  | Corée du Sud | 3            |                        |   |        |        |
|  | Corée du Sud | 3            |                        |   |        |        |
|  | Japon        | 2            |                        |   |        |        |
|  | Japon        | 2            |                        |   |        |        |

#### Finale
| mai | Chine                   | 3 - 2 | Indonésie                        | Score       |
| --- | ----------------------- | ----- | -------------------------------- | ----------- |
| SD  | Li Lingwei              | 1-0   | Ivanna Lie                       | 12-11, 11-3 |
| SD  | Han Aiping              | 1-0   | Elizabeth Latief                 | 11-1, 11-3  |
| SD  | Wu Jianqiu              | 1-0   | Verawaty Fajrin                  | 12-9, 11-7  |
| DD  | Wu Dixi / Lin Ying      | 0-1   | Verawaty Fajrin / Yanti Kusmiati | 9-15, 8-15  |
| DD  | Li Lingwei / Han Aiping | 0-1   | Imelda Wiguna / Rosiana Tendean  | 15-17, 3-15 |